# Bohové Olympu
Bohové Olympu (v originále Heroes of Olympus) je druhá série knih o Percym Jacksonovi Ricka Riordana. Hlavními hrdiny jsou Jason Grace, Piper McLeanová, Leo Valdez, Annabeth Chaseová, Percy Jackson, Frank Zhang a Hazel Levesqueová.
Na rozdíl od první řady není příběh vyprávěn z pohledu Percyho, ale má vypravěče nevystupujícího v příběhu. Každá kapitola je zaměřená z velké části na jednoho hrdinu. První díl (Proroctví – v ČR 6. března 2012) dokázal během chvíle zdolat žebříčky New York Times. Druhý díl (Neptunův syn) byl v Americe vydán v rekordním nákladu tří milionů kusů. Třetí díl (Znamení Athény) zase trhal rekordy v hodnocení na anglickém knižním serveru Goodreads. Další dva díly se jmenují Hádův chrám (The House of Hades) a Krev polobohů (The Blood of Olympus). Do roku 2021 se v USA prodalo přes sto miliónů kopií této série.

## Příběh
Příběh vyprávějící o dobrodružství 7 polobožských hrdinů (dětí řeckých a římských bohů), kteří spojí síly, aby přemohli mocnou bohyni Gaiu a její děti Giganty, kteří se zrodili proto, aby zničili olympské bohy. Nemají to však jednoduché, neboť už jen proto, aby spojili síly, musí vykonat dvě náročné výpravy a pak na ně čeká spousta dalších překážek. Putují na obrovské speciální lodi Argo II., kterou vynalezl Leo.

## Vydané knihy
- Proroctví (The Lost Hero)
- Neptunův syn (Son of Neptune)
- Znamení Athény (Mark of Athena)
- Hádův chrám (The House of Hades)
- Krev polobohů (The Blood of Olympus)

## Připravované knihy
- The Demigod Diares

## Hlavní postavy
Percy Jackson
- hlavní postava knižní série Percy Jackson a Olympané, řecký polobůh a syn Poseidóna, má černé vlasy a zelené oči
- zbraň: meč Anaklusmos
- schopnosti: ovládá vodu a umí pod ní dýchat, voda ho i léčí; dokáže mluvit s koňmi a vodními tvory
- patří mezi 7 polobohů z nového Velkého proroctví
- chodí s Annabeth Chaseovou

Jason Grace
- římský polobůh a syn Jupitera, má blonďaté vlasy, modré oči
- zbraň: zlatá mince, která se mění buď v meč Gladius z imperiálního zlata nebo ve zlaté kopí
- schopnosti: umí létat a ovládat blesky
- patří mezi 7 polobohů z nového Velkého proroctví
- chodí s Piper McLeanovou

Annabeth Chase
- řecká polobohyně, dcera Athény, má blonďaté vlasy a šedé oči
- zbraň: dýka později meč z kosti drákona
- je velice chytrá a má dobré bojové strategie, dokáže se stát neviditelnou díky kšiltovce Yankee, kterou dostala od své matky Athény
- chodí s Percym Jacksonem
- patří mezi 7 polobohů z nového Velkého proroctví

Leo Valdez
- řecký polobůh, syn Héfaista, má tmavě hnědé vlasy a hnědé oči
- zbraň: multifunkční opasek, ve kterém si může schovat a vzít z něj cokoliv
- schopnosti: jako jeden z mála Héfaistových dětí umí ovládat oheň, je velmi dobrý mechanik - dokáže postavit užitečné věci
- patří mezi 7 polobohů z nového Velkého proroctví
- zalíbí se mu Kalypsó z ostrova Ógygia
- patří mezi 7 polobohů z nového Velkého proroctví

Piper McLeanová
- řecká polobohyně, dcera Afrodity, má hnědé vlasy a modrozelené oči
- zbraň: Katopris
- schopnosti: ovládá schopnost zvanou čaromluva, díky které dokáže kohokoliv přesvědčit, aby řekl nebo udělal cokoliv bude chtít
- patří mezi 7 polobohů z nového Velkého proroctví

Hazel Levesqueová
- římská polobohyně, dcera Pluta, má hnědé vlasy a zlato-hnědé oči
- zbraň: meč Spatha z imperiálního zlata
- schopnosti: nejenže dokáže vycítit a "přivolat" vzácné kovy a kameny, ale také umí používat mlhu
- chodí s Frankem Zhangem
- patří mezi 7 polobohů z nového Velkého proroctví

Frank Zhang
- římský polobůh, syn Marta, má černé vlasy a hnědé oči
- zbraň: luk a šípy
- schopnosti: dokáže se proměnit v jakékoliv zvíře
- má předky z Číny
- patří mezi 7 polobohů z nového Velkého proroctví

Reyna Avila Ramírez-Arellanová
- římská polobohyně, dcera Bellony, má černé vlasy a hnědé oči
- zbraň: kopí
- je to velmi dobrá vůdkyně a prétorka; je chytrá, silná a nevzdává se
- sestra - Hylla, vůdkyně "Amazonek"

Nico di Angelo
- řecký polobůh, syn Háda, má černé vlasy a hnědé oči
- zbraň: dýka ze styxského železa
- schopnosti: Nico je schopný vyvolávat a velet mrtvým a cestovat stíny

Trenér Gleeson Hedge
- Potřeštěný satyr, který miluje zbraně a bojové sporty.
- Je legrační a snaží se cvičit polobohy